# 4460 Bihoro
4460 Bihoro је астероид главног астероидног појаса. Приближан пречник астероида је 39,82 ,
а средња удаљеност астероида од Сунца износи 2,926 астрономских јединица (АЈ).
Инклинација (нагиб) орбите у односу на раван еклиптике је 27,013 степени, а орбитални период износи 1828,803 дана (5,006 година). Ексцентрицитет орбите астероида износи 0,179.
Апсолутна магнитуда астероида износи 11,00 а геометријски албедо 0,044.
Астероид је откривен 28. фебруара 1990. године.